# Bischofshof (Regensburg)

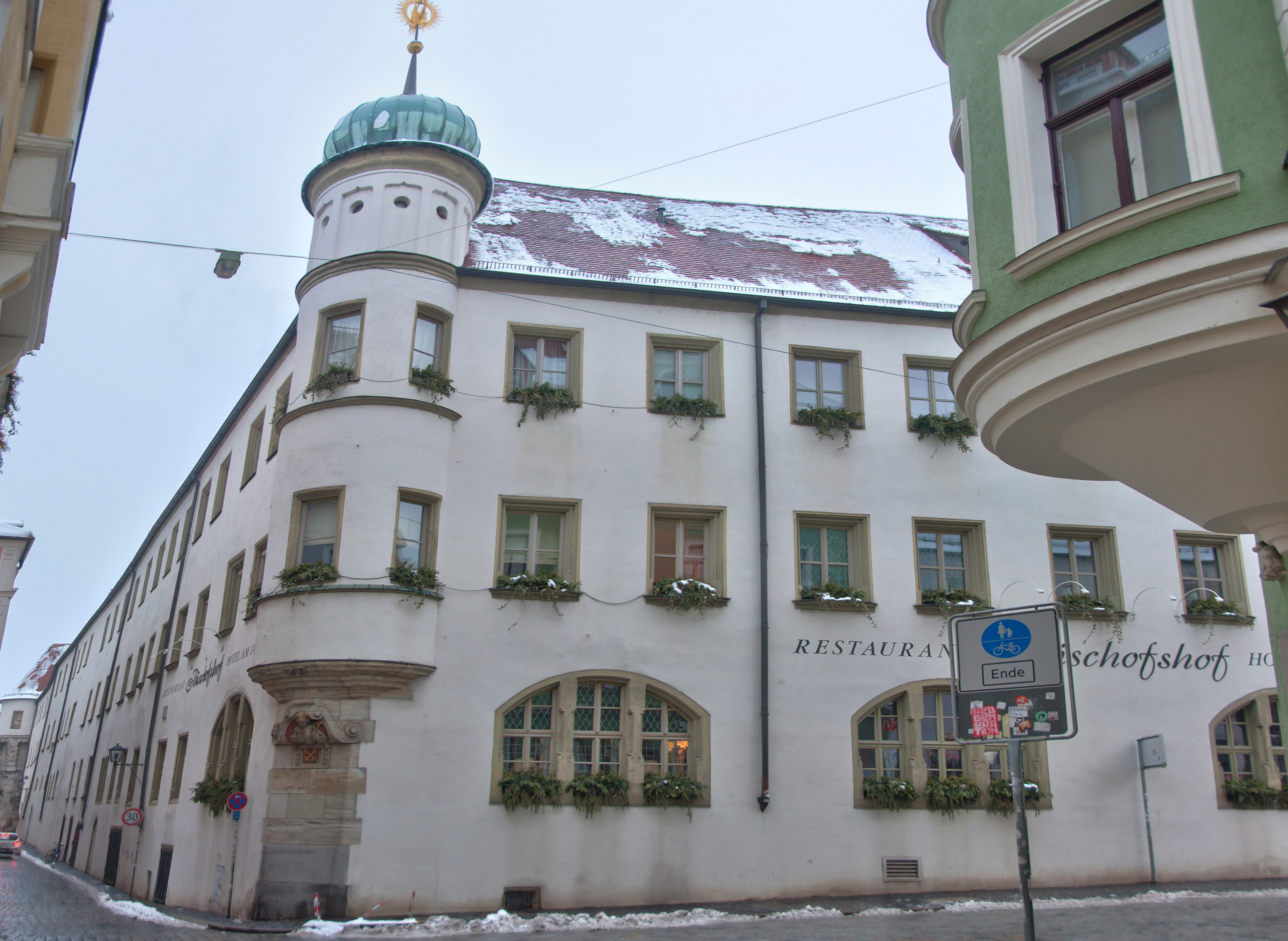
Bischofshof von Westen

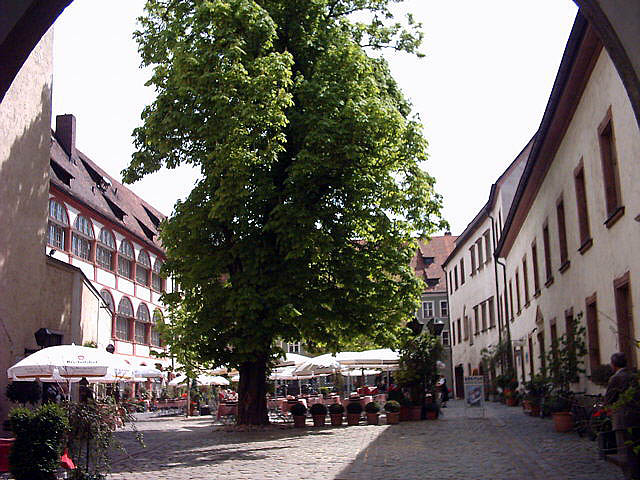
Biergarten im Bischofshof

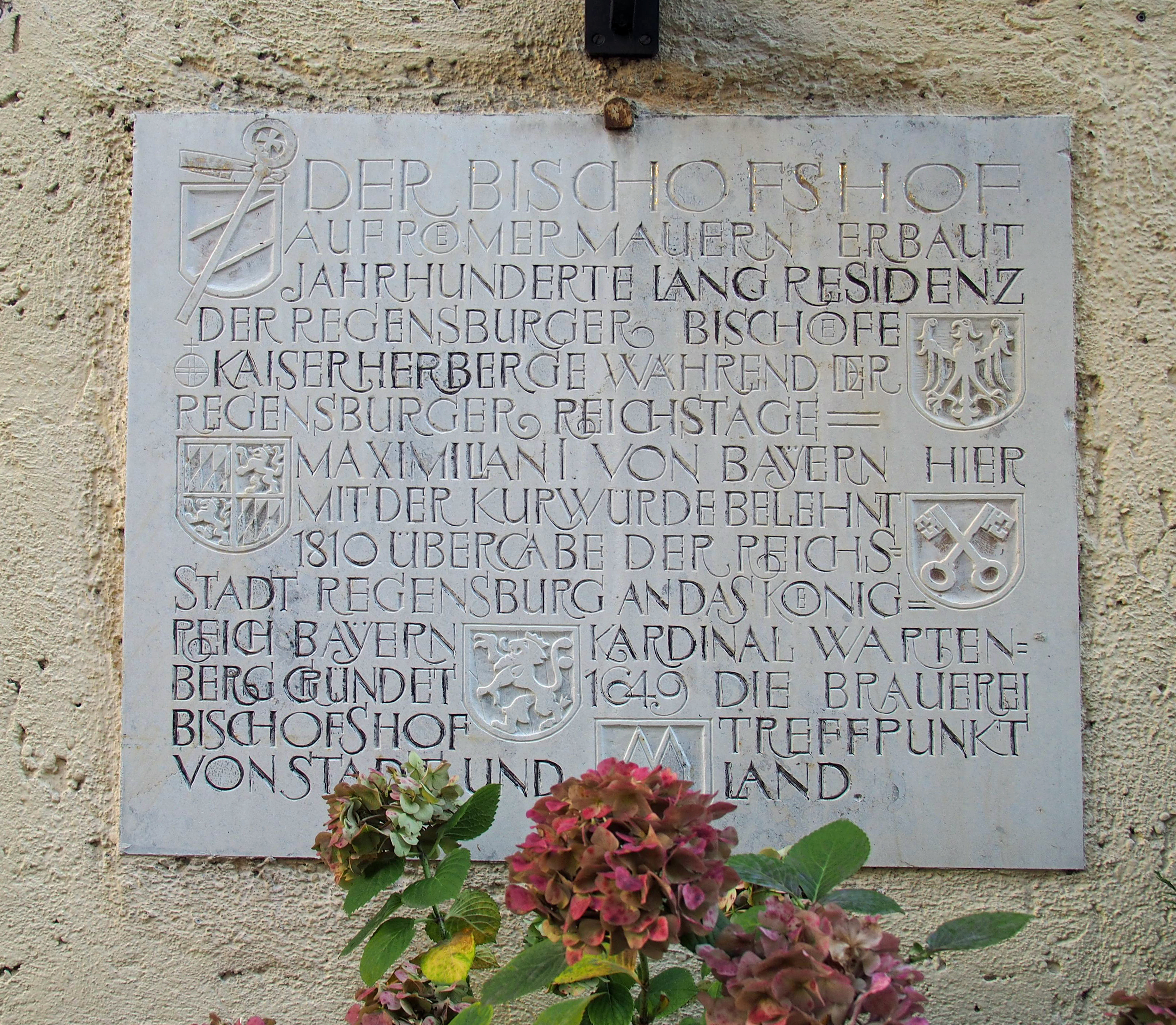
Infotafel im Bischofshof

Der Bischofshof ist die ehemalige Residenz des Bischofs von Regensburg in der Altstadt von Regensburg. Heute wird der Komplex als Hotel, Gaststätte und Biergarten genutzt. Die Produktionsanlagen der gleichnamigen Brauerei wurden 1910 in den Westen der Stadt ausgelagert.

## Geschichte
Mit dem Bau des Bischofshofs wurde zu der Zeit begonnen, als der Vorläufer des heutigen Regensburger Doms errichtet wurde (700–1172). Der älteste Teil des Gebäudes befindet sich im Südosttrakt, in dem sich heute das Domschatzmuseum untergebracht ist. Ebenso alt sind die Ursprünge der gleichnamigen Brauerei Bischofshof, da von hier das Bier für die Dombauleute geliefert wurde.
Auch wenn Regensburg als Reichsstadt ab 1542 protestantisch war, blieb die Stadt immer katholische Bischofsstadt und -residenz. Seine bauliche Vollendung fand der Bischofshof in den 1560er Jahren unter Bischof David Kölderer von Burgstall (1567–1579). Der Bischofshof diente später Teilnehmern des Immerwährenden Reichstags als Unterkunft. 1810 wurde der Bischofshof säkularisiert und verkauft.
1852 kam das Gebäude wieder in kirchlichen Besitz. Seither sind Gaststättenbetrieb und Brauerei hier ansässig. Die Produktionsanlagen wurden 1910 in den Westen der Stadt ausgelagert; Baubeginn war 1908.
Heute wird das Gebäude als Hotel und Restaurant genutzt; das bischöfliche Ordinariat ist 100 Meter entfernt.
Seit 2020 werden Getränke in der Brauerei Bischofshof GmbH & Co. KG produziert.

## Baubeschreibung
Der Bischofshof als die ehemalige bischöfliche Residenz in Regensburg ist ein Baudenkmal (Akten-Nr. D-3-62-000-1224). Die Beschreibung in der Denkmalliste für Regensburg beim Bayerischen Landesamt für Denkmalpflege lautet:
- Ehemaliger Bischofshof, Vierflügelanlage nördlich des Doms, seit agilolfingischer Zeit bis 1821 Sitz der Regensburger Bischöfe
- Nordflügel, dreigeschossiger Sattel- und Walmdachbau, im Kern 15. Jahrhundert, bezeichnet 1454, mit Renaissance-Arkaden um 1520, Hans Hieber zugeschrieben, im Nordflügel Reste der Römermauer und der Porta Praetoria, um 179 nach Christus.
- Westflügel, dreigeschossiger Walmdachbau, um 1530, mit spitzbogigem Tor, um 1230, und Eckerker mit Zwiebelhaube, bezeichnet 1573, neubarock umgestaltet 1904.
- Südflügel, zwei- und dreigeschossige Satteldachbauten, im Ostteil mit ehemaliger Michaelskapelle, zweites Drittel 14. Jahrhundert, Westteil mit Renaissanceportalen, bezeichnet „1565“ und „1573“, nach Brand 1878 wiederhergestellt.
- Ostflügel, sogenanntes Domvikarsgebäude, mit romanischem Kapitelsaal, dreigeschossiger Satteldachbau mit Zwerchgiebel, im Kern 11. Jahrhundert, 1908–10 durchgreifend im Stil der Neurenaissance umgebaut. (Verweis auch auf: Ensemble Altstadt, Straßenbild Unter den Schwibbögen)

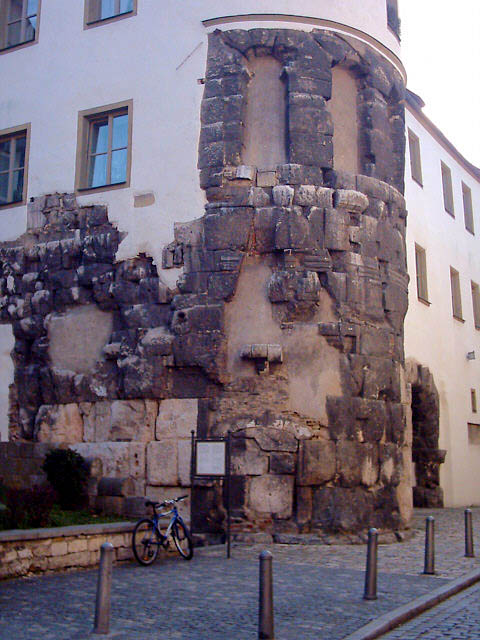
Porta Praetoria, eines der Tore des römischen Legionslagers Castra Regina

## Ausstattung
Eine Besonderheit ist die Porta Praetoria des römischen Kastells, die beim Bau des bischöflichen Brauhauses einbezogen wurden, wobei allerdings auch Teile der Toranlage zerstört wurden. 1885 wurde die Anlage wiederentdeckt und 1887 der jetzt sichtbare Zustand hergestellt.
In einem Raum befand sich eine Ausmalung aus der Zeit von 1530 von Albrecht Altdorfer, die aber bei einem Brand und anschließenden Umbauten 1887/88 zerstört wurde und heute nur noch in musealisierten Fragmenten erhalten ist.
Weiter ist das Dalberg-Zimmer (nach Karl Theodor von Dalberg) zu nennen, in dem 1810 die Säkularisation des Bischofshofes vollzogen wurde. Das Westtor stammt aus dem 13. Jahrhundert.

## Brunnen
Bereits im 16. Jahrhundert ist im Bischofshof ein Brunnen überliefert. Der jetzige bronzene Gänsepredigtbrunnen im Innenhof wurde 1980 von Joseph Michael Neustifter errichtet. Seine Brunnenfigur hat die Fabel der Gänsepredigt zum Thema: 
Ein Fuchs hatte die Absicht, eine Gans zu fangen. Die Gänse verschwanden aber sofort, wenn er erschien. So verkleidete sich der Fuchs als Mönch und predigte so lange, bis die Gänse müde wurden. Dann gelang es ihm, eine Gans zu schnappen. Die Moral der Geschichte: Vorsicht vor falschen Predigern.

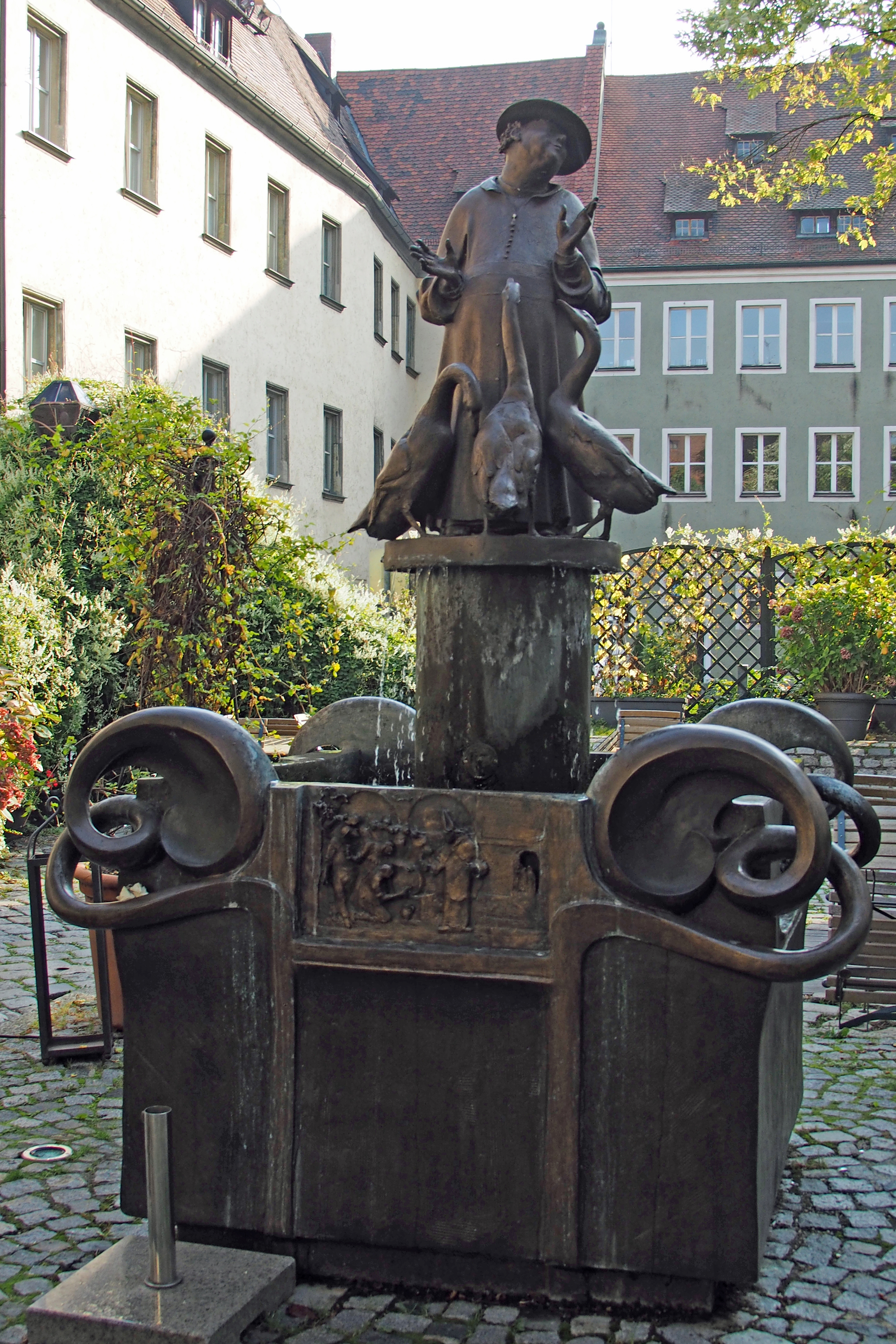
Mönch von vorn mit neugierigen Gänsen
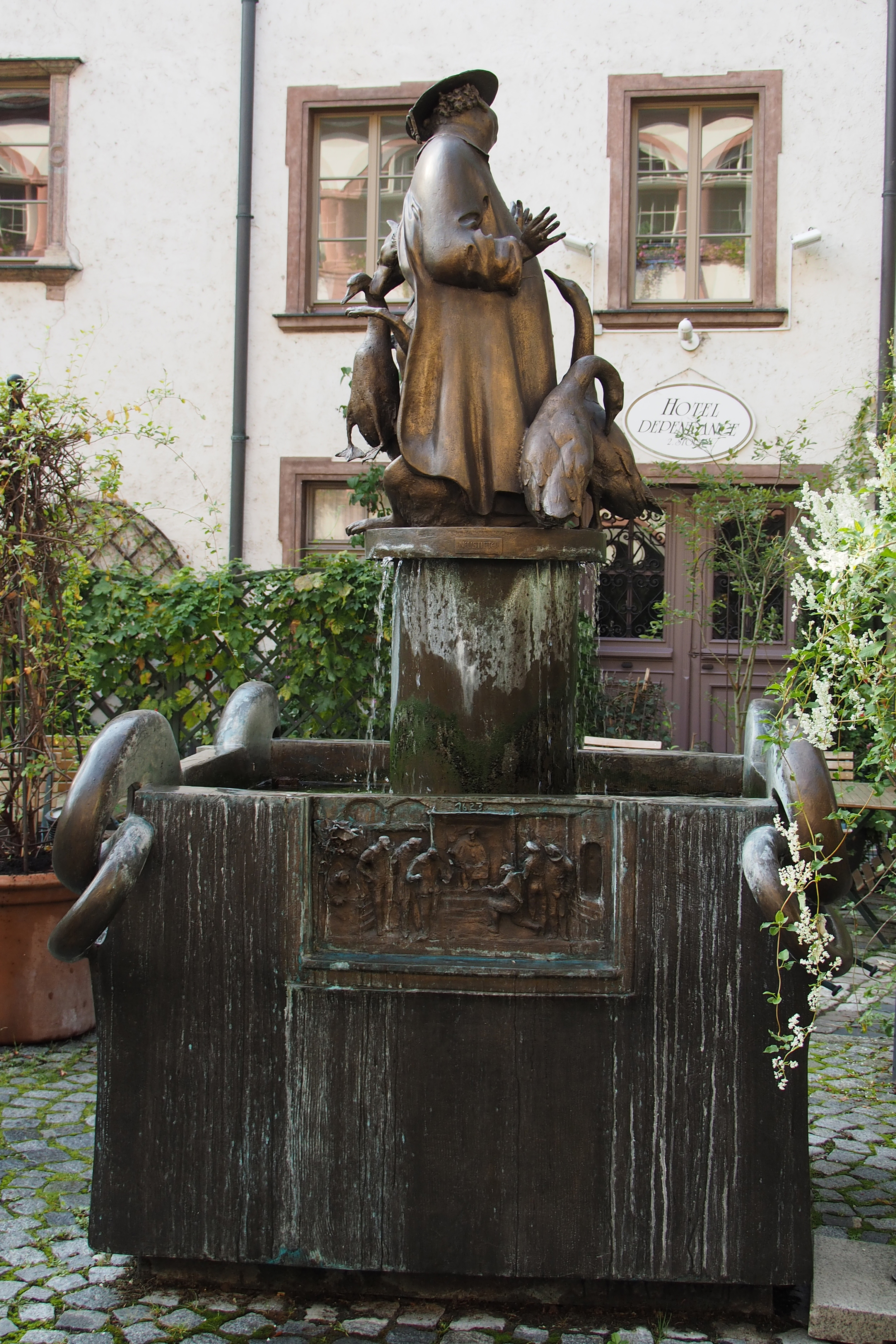
Seitenansicht: Fuchs hat eine Gans geschnappt
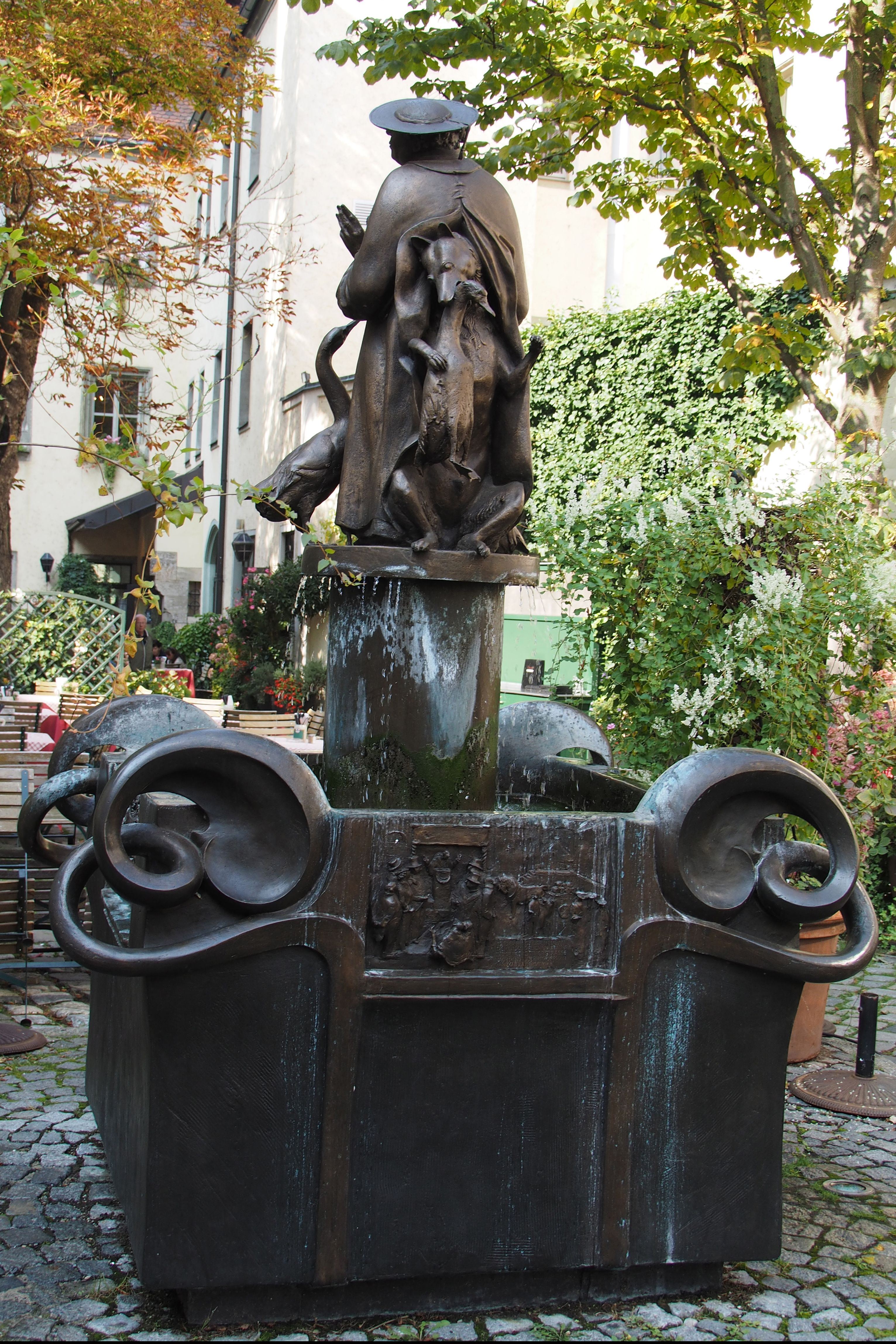
Der Fuchs im Predigermantel